# Kim Bo-ra
Kim Bo-ra (en hangul, 김보라) (n. 28 de septiembre de 1995) es una actriz surcoreana, conocida por haber interpretado a Kim Hye Na en el drama Sky Castle.

## Biografía
Kim Bo-ra nació en Seúl, Corea del Sur el 28 de septiembre de 1995.
Realizó sus estudios en Soyang Elementary School, en la Gyeyang Middle School, en la Incheon Yeil High School y por último cursó teatro y cine en la Inha University.

## Carrera
Se inició en la actuación en el año 2005 en la serie de televisión Wedding.
Se hizo más conocida por interpretar el papel de Kim Hye Na en el drama Sky Castle entrel 2018 y 2019.
En enero de 2019 se anunció que se había unido al elenco principal de la serie sobrenatural Ghostderella donde interpretará a Min Ah, una joven que está confinada en su habitación después de adquirir la capacidad de ver fantasmas cuando tenía apenas 18 años.
En abril de 2019 se unió al elenco recurrente de la serie Her Private Life, donde dio vida a Cindy, la hija de la directora de la galería de arte. Cindy es una joven activa en el sitio de fanes, que toma fotos y videos de ídolos y los carga en un sitio web, hasta el final de la serie el 30 de mayo del mismo año.
El 3 de enero del 2020 se unió al elenco principal de la serie Touch, donde dio vida a Han Soo-yeon, una asistente de maquillaje que anteriormente fue aprendiz de idol, hasta el final de la serie el 22 de febrero del mismo año. El 28 de agosto del mismo año se unió al elenco principal de la serie SF8: Joan's Galaxy, donde interpretó a Shin Jo-an.
En febrero de 2021 apareció en la primera historia de la serie Love Scene Number, donde dio vida a Nam Doo-ah. En octubre del mismo año se confirmó que se uniría al elenco de la serie Black Out, donde interpreta Ha Seol.

## Filmografía

### Series de televisión
| Año         | Título                                         | Rol                                    | Canal          | Ref.                 |
| ----------- | ---------------------------------------------- | -------------------------------------- | -------------- | -------------------- |
| 2005        | Wedding                                        | Lee Se-na (joven)                      | KBS2           |                      |
| 2006        | Famous Princesses                              | Goo Seul-bi                            | KBS2           |                      |
| 2006        | Love Me When You Can                           | Ha Yoo-mi                              | MBC            |                      |
| 2007        | Kimchi Cheese Smile                            | Shin Yeon-ji (joven)                   | MBC            |                      |
| 2008        | My Pitiful Sister                              | Ji-yoon                                | KBS1           |                      |
| 2010        | Jungle Fish 2                                  | Yoon Gong-ji                           | KBS2           |                      |
| 2011        | Royal Family                                   | Kim In-sook (joven)                    | MBC            |                      |
| 2011        | Scent of a Woman                               | Lee Yeon-jae (joven)                   | SBS            |                      |
| 2011        | Vampire Prosecutor 1                           | Yeon-ji                                | OCN            |                      |
| 2012        | Ugly Cake                                      | Seo Yoo-min                            | MBC            | [ 18 ]               |
| 2012        | Seoyoung, My Daughter                          | Lee Yeon-hee (joven)                   | KBS2           |                      |
| 2013        | Master's Sun                                   | Ha Yoo-jin (aparición especial, ep. 2) | SBS            |                      |
| 2013        | Love in Her Bag                                | Eun Jung-soo (adolescente)             | JTBC           |                      |
| 2013-14     | Bel Ami                                        | Kwi-ji                                 | KBS2           | [ 19 ]               |
| 2014        | Mother's Garden                                | Kim Soo-ah                             | MBC            |                      |
| 2014        | Climb The Sky Walls                            | Yoo-jin                                | KBS2           |                      |
| 2014        | S.O.S. (Strawberry On the Shortcake) - Save Me | Jung Yoo-yi                            | KBS Drama      |                      |
| 2014        | Bland You                                      | Bo-ra                                  | EBS1           |                      |
| 2015        | Who Are You: School 2015                       | Seo Young-eun                          | KBS2           | [ 20 ]               |
| 2015        | Glamorous Temptation                           | Kang Il-joo (joven)                    | MBC            |                      |
| 2016        | Webtoon Hero Toondra Show 2 - Flower Family    | Dokgo Eok-sae                          | MBC every1     |                      |
| 2017        | My Only Love Song                              | Gwang-nyeon / Nueva Manager            | Netflix        |                      |
| 2017        | The King in Love                               | Princess Wonseong (joven)              | MBC            |                      |
| 2017        | Avengers Social Club                           | Baek Seo-yeon                          | tvN            |                      |
| 2018        | Dannae Tour (단내투어)                         | Kim Bo-ra                              | Serie web      |                      |
| 2018        | Luv Pub                                        | Baek Ha-yeon                           | PLAYLIST       | [ 21 ]               |
| 2018        | Love Your Glow                                 | Kang Yoo-na                            | BPMSTUDIO      | [ 22 ]               |
| 2018 - 2019 | Sky Castle                                     | Kim Hye-na                             | JTBC           |                      |
| 2019        | Ghostderella                                   | Min-ah                                 | LIFETIME Korea | [ 23 ]               |
| 2019        | Her Private Life                               | Cindy / Kim Hyo-Jin                    | tvN            |                      |
| 2020        | Touch                                          | Han Soo-yeon                           | Channel A      |                      |
| 2020        | SF8: Joan's Galaxy                             | Shin Jo-an                             | MBC            | [ 24 ]               |
| 2020        | Drama Special: Stealing Sleep                  | Hong-joo                               | KBS2           | [ 25 ]               |
| 2023-24     | Como flores en la arena                        | Joo Mi-ran                             | ENA            | [ 26 ] [ 27 ]        |
| 2024        | Black Out                                      | Ha-seol                                | MBC            | [ 17 ] [ 28 ] [ 29 ] |

### Cine
| Año  | Título                      | Personaje          | Notas  |
| ---- | --------------------------- | ------------------ | ------ |
| 2006 | For Horowitz                | Min-hee            |        |
| 2007 | Shim's Family               | Estudiante         |        |
| 2007 | Small Town Rivals           | Hyang-soon (joven) |        |
| 2007 | Evil Twin                   | So-yeon (joven)    |        |
| 2012 | Children of Heaven          | Cho Seong-ah       |        |
| 2012 | Grape Candy                 | Yeo-eun            |        |
| 2012 | Perfect Number              | Yoon-ah            |        |
| 2013 | Incomplete Life: Prequel    | Ahn Yeong-yi       |        |
| 2014 | Monster                     | Park Eun-jeong     |        |
| 2015 | Shoot Me in the Heart       | Eun-yi             |        |
| 2016 | Time Renegades              | Choi Hyun-joo      |        |
| 2016 | Night Song                  | Hee-in             |        |
| 2016 | I Miss You - Boy meets girl | Ha-jin             |        |
| 2019 | Goodbye Summer              | Han Soo-min        |        |
| 2019 | Warning: Do Not Play        | Kim Ji-soo         |        |
| 2022 | Amarrados al amor           |                    | [ 30 ] |
| 2022 | Oksu Station Ghost          | Na Young           | [ 31 ] |

### Programas de variedades
| Año  | Programa                                                    | Notas                                  |
| ---- | ----------------------------------------------------------- | -------------------------------------- |
| 2017 | My Precious Grandchild                                      | invitada                               |
| 2019 | Access Showbiz Tonight                                      |                                        |
| 2019 | Happy Together: Season 4                                    | 2 episodios - (ep. #17, 18) - invitada |
| 2019 | Memory book, Memorizing and Recording about Hong Soon-chang | Narrador                               |
| 2020 | The Fishermen and the City 2                                | 2 episodios - (ep. #7, 8) - invitada   |
| 2021 | Busted! 3                                                   | invitada                               |

### Vídeo musicales
| Año  | Título                       | Artista        |
| ---- | ---------------------------- | -------------- |
| 2012 | "Te Necesito"                | K.Will         |
| 2013 | "The Day to Love"            | Lee Seung-chul |
| 2015 | "Mi Primer Amor"             | Berry Good     |
| 2019 | "If you listen to this song" | Cho Dae-ho     |

### Revistas / sesiones fotográficas
| Año  | Título                      | Notas  |
| ---- | --------------------------- | ------ |
| 2019 | Nylon Korea Magazine        | [ 38 ] |
| 2019 | Cosmopolitan Korea Magazine | [ 39 ] |
| 2019 | At Star 1 Magazine          | [ 40 ] |
| 2019 | Nylon Korea Magazine        | [ 41 ] |
| 2019 | ALLETS Magazine             | [ 42 ] |

### Presentadora
| Año  | Evento                 | Notas                     |
| ---- | ---------------------- | ------------------------- |
| 2020 | 56th Grand Bell Awards | presentadora de categoría |

## Discografía
| Año  | Título                           | Notas                           |
| ---- | -------------------------------- | ------------------------------- |
| 2010 | "Feeling Sad (Farewell version)" | pista de Jungle Fish 2 OST      |
| 2020 | "Breath of the Stars"            | pista de SF8: Joan's Galaxy OST |

## Premios y nominaciones
| Año  | Premio             | Categoría                      | Trabajo    | Resultado | Ref.          |
| ---- | ------------------ | ------------------------------ | ---------- | --------- | ------------- |
| 2019 | Korea Drama Awards | Popular Female Character Award | Sky Castle | Ganadora  | [ 47 ] [ 48 ] |